# جامعه‌شناسی حقوق

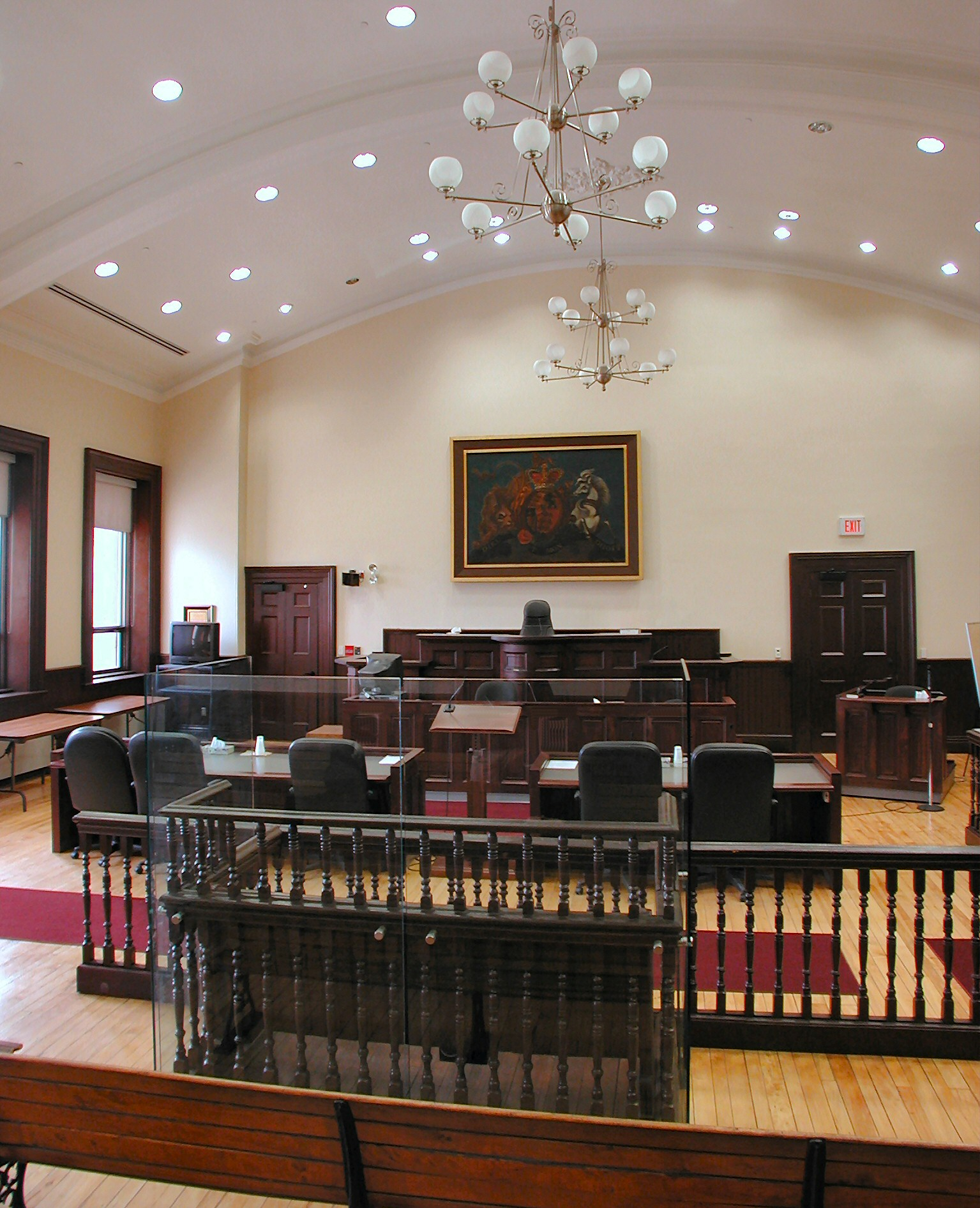
محیط حقوقی دادگاه

جامعه‌شناسی حقوق به زیررشته‌ای علمی از جامعه‌شناسی یا رویکردی میان‌رشته‌ای برای بررسی قواعد حقوقی اشاره دارد. در جامعه‌شناسی حقوق، قواعد حقوقی نیز همچون دیگر پدیده‌های اجتماعی مانند زبان، هنر و اندیشه معلول فشارهای اجتماعی و پاسخگوی نیازهای جامعه فرض می‌شوند.
در جامعه‌شناسی حقوق به‌ویژه به منابع غیررسمی و نامحسوس حقوق توجه می‌شود و بر این نکته تأکید می‌شود که اکتفا به نظریهٔ حقوقی محض نمی‌تواند بیانگر نقش واقعیت‌های حقوقی در تنظیم روابط اجتماعی باشد. این وضعیت به ویژه در جوامعی برجسته می‌شود که قواعد و نهادهای قانونی رسمی نقشی فرعی و ناچیز را در حیات اجتماعی و تنظیم روابط اجتماعی بازی می‌کنند. از مثال‌های مهم این وضعیت یکی کشورهای مبتنی بر حقوق اسلامی است که در آن‌ها حقوق ارزش بسیار والایی دارد ولی در بیشتر موارد آرمانی دست‌نیافتنی است. مثال دیگر جوامعی هستند که برعکس حقوق را تحقیر کرده و توسل به قوانین و نهادهای حقوقی را ناپسند می‌شمارند؛ همچون جوامع خاور دور یا جوامعی که در آن‌ها مقام‌های مذهبی و اجتماعی و سیاسی بسیار نیرومند حقوق رسمی را زیر سایه خود قرار می‌دهند.